# Chris Eagles
Christopher Mark „Chris“ Eagles (* 19. November 1985 in Hemel Hempstead, Hertfordshire) ist ein ehemaliger englischer Fußballspieler.

## Karriere
Eagles favorisierte Position war die des rechten offensiven Mittelfeldspielers. Ursprünglich spielte der Engländer in der Akademie des FC Watford, bevor er als 14-Jähriger in die Nachwuchsabteilung von Manchester United wechselte. Eagles’ erster Einsatz für diesen Verein war am 28. Oktober 2003 gegen Leeds United. Von 2005 bis 2006 wurde der Mittelfeldspieler an vier verschiedene Vereine verliehen. Der erste war sein Stammklub FC Watford (2005, 13 Einsätze/ein Tor), dann kam Sheffield Wednesday (2005, 25 Einsätze, drei Tore), abermals der FC Watford (2006, 17 Einsätze, drei Tore) und zuletzt der holländische Erstligist und Kooperationspartner von den Red Devils NEC Nijmegen (2006, 15 Einsätze, ein Tor), wo sich Eagles aber nicht durchsetzen konnte. Ab dem 21. Dezember 2006 trainierte Eagles wieder bei Manchester United unter Alex Ferguson und debütierte dort in der Endphase der Saison am 28. April 2007 beim 4:2-Sieg gegen den FC Everton, bei dem er auch gleich sein erstes Tor erzielen konnte. Rund zwei Wochen später kam er am vorletzten Spieltag noch in einem weiteren Ligaspiel gegen den FC Chelsea zum Einsatz und konnte mit der Mannschaft am Saisonende die englische Meisterschaft feiern. In der folgenden Saison 2007/08 erhielt er nur relativ wenig Einsatzzeit, beendete die Saison aber mit der Mannschaft erneut als englischer Meister sowie als Champions-League-Sieger.
Zur Saison 2008/09 wechselte er zum Zweitligisten FC Burnley, bei dem er sich als Stammspieler durchsetzen und am Saisonende in die Premier League aufsteigen konnte. Nachdem die Mannschaft dort in der anschließenden Spielzeit direkt wieder abgestiegen war, spielte er 2010/11 noch eine weitere Zweitligasaison in Burnley, wobei er neben elf selbst erzielten Toren mit zehn Torvorlagen der beste Vorlagengeber der Mannschaft wurde.
Am 29. Juli 2011 wechselte Chris Eagles gemeinsam mit seinem Mitspieler Tyrone Mears zu den Bolton Wanderers in die Premier League, bei dem auch sein früherer Trainer aus Burnley Owen Coyle tätig war, und unterschrieb dort einen Dreijahresvertrag. Dort wurde er ebenfalls Stammspieler, stieg mit der Mannschaft am Saisonende jedoch in die zweite Liga ab. In der folgenden Zweitligaspielzeit 2012/13 wurde er mit zwölf erzielten Toren und 13 Torvorlagen der beste Torschütze und Vorlagengeber seiner Mannschaft. In der anschließenden Saison verlor er jedoch seinen Stammplatz und verließ den Verein daraufhin im Sommer 2014. Für seine Verdienste um den Sport verlieh ihm kurz darauf die University of Bolton gemeinsam mit mehreren anderen lokalen Prominenten eine Ehrendoktorwürde.
Nach kurzer Vereinslosigkeit erhielt Eagles im November 2014 zunächst einen kurzfristigen Vertrag beim Zweitligisten FC Blackpool, der jedoch nach Ablauf im Januar 2015 nicht verlängert wurde. Kurz danach schloss sich Eagles im Februar bis zum Saisonende dem Ligakonkurrenten Charlton Athletic an. Im Sommer war er zunächst erneut vereinslos, ehe ihn im Oktober 2015 der Drittligist FC Bury verpflichtete; aufgrund von Fitnessdefiziten wurde er dort jedoch nach nur fünf bis dahin bestrittenen Pflichtspielen im Februar 2016 aussortiert. Im Sommer 2016 wechselte er vorübergehend zum Viertligisten Accrington Stanley, ehe ihn Anfang 2017 der Drittligist Port Vale verpflichtete. Nach dem Abstieg der Mannschaft verließ der den Verein am Saisonende wieder.
Im November 2017 schloss er sich dem schottischen Erstligisten Ross County an, bei dem er erneut mit seinem früheren Trainer Owen Coyle zusammenarbeitete. Für den Verein bestritt er bis Januar 2018 acht Ligaspiele, ehe er verletzt ausfiel. Nach dem Abgang von Trainer Coyle lösten der noch verletzte Eagles und der Verein im April 2018 seinen Vertrag einvernehmlich vorzeitig auf. Nach über einjähriger Vereinslosigkeit nahm ihn im Sommer 2019 der englische Viertligist Oldham Athletic unter Vertrag, für den er bis Januar 2020 noch 15 Ligaspiele bestritt, ehe er den Verein wieder verließ und seine Profikarriere im Anschluss beendete.

## Erfolge und Auszeichnungen
Mit der Mannschaft
- Champions-League-Sieger: 2008
- Englischer Meister: 2007, 2008
- FA Community Shield: 2007
- Aufstieg in die Premier League: 2009

Individuelle Ehrungen
- Ehrendoktor der University of Bolton (2014)